# Преображенская, Вера Ивановна
Ве́ра Ива́новна Преображе́нская (20 августа 1919 — 9 сентября 2017) — советская и российская художница — график, авангардист, участница студии Элия Белютина «Новая реальность».

## Биография
Вера Преображенская родилась в 1919 г. на о. Сахалин, пос. Пильво в семье геологов. В 1922 г. семья переезжает во Владивосток. С раннего детства отличалась выдающимися способностями. Самостоятельно научилась читать в четыре года, в шесть лет читала «Войну и мир» Л. Н. Толстого. Рисовать начала в раннем возрасте. В школьные годы увлекалась рисунками Обри Бердслея. После окончания школы в Москве поступила на Биологический факультет Московского Государственного Университета.. В Университете Преображенская была выдающаяся студентка, отличница, по ее способностям к математике и физике ее уговаривали перейти на физико-математический факультет того же МГУ. Параллельно с учебой занималась художественным оформлением мероприятий, написанием лозунгов и плакатов. Много рисовала карикатур на своих сокурсников и преподавателей. В 1944 г была принята в аспирантуру при кафедре Зоологии беспозвоночных Биофака МГУ. Руководитель профессор всемирно известный ученый Л. А. Зенкевич. В 1945 году она решает уйти из университета и после неудачных попыток поступить в МГАХИ им В. И. Сурикова и во ВГИК, где после удачно сданных экзаменов, ее зарезают на собеседовании, когда на вопрос о фильме, который она считает лучшим, отвечает «Иван Грозный» С.Эзенштейна, поступает в изостудию ВЦСПС под руководством Народного художника СССР К. Ф. Юона, художников Л. Н. Хорошкевича, М. Т. Хазанова и в студию при клубе им. Серафимовича, где учится у художника Г. Ряжского. Тогда же была принята в Московский комитет художников-графиков. С этого времени Преображенская начинает работать художником- графиком в издательствах Москвы: с1949 по 1958 — в графическом комбинате Художественного фонда СССР; с 1950 по 1990 — в издательстве «Учпедгиз», впоследствии «ПРОСВЕЩЕНИЕ», издательстве «Детская энциклопедия». В.Преображенская сделала огромное количество наглядных пособий, иллюстраций к учебникам и другим изданием, в частности суперобложки и иллюстрации к многотомнику «Жизнь животных» (1968—1971). С 1956 г. участвовала в конкурсах на лучшее оформление и иллюстрирование печатной продукции Госкомиздата СССР и РСФСР. Награждена 20 дипломами 1 и 2 степени, бронзовой медалью ВДНХ СССР. ==

## Преображенская в студии «Новая реальность»
В 1958 году Преображенская поступила в студию повышения квалификации при Горкоме графиков Москвы под руководством Элия Белютина. В течение полувека Преображенская была участницей «Новой реальности». Она участвовала во всех студийных выставках, в том числе самых известных: I выставке русских абстракционистов — Таганской, 1962; выставке, посвященной 30-летию МОСХа, декабрь 1962, известной скандальным посещением Н. С. Хрущевым; выставке студии «Новая реальность. От Манежа до Манежа», 1991.
Вера Преображенская — художница, глубоко овладевшая и пропустившая через себя весь арсенал знаний, который дала школа Белютина. Она использовала цвет, форму, пространство, свет, тон, точку, линию, плоскость как первоэлементы целой системы кодов, легшей в основу её художественного языка.

## Выставки
- 1959—1972 гг. — «Книга, Графика, Плакат». Отчетные выставки Горкома художников книги и графиков Москвы. ЦДРИ.
- 1962 г., ноябрь — «Таганская» выставка. Выставочное помещение на Б. Коммунистической улице. Москва.
- 1962 г., декабрь — Выставка к 30-летию МОСХа. ЦВЗ «Манеж». Москва.
- 1969 г., — Персональная выставка графики. Издательство «Просвещение». Москва
- 1978 г., — Выставка "50 лет издательству «Просвещение». Горком художников графиков,М.Грузинская,28. Москва
- 1986 г. — «От эскиза до оригинала». Персональная выставка. Издательство Просвещение. Москва.
- 1989 г. февраль, март, — «Избранные произведения московских художников 1958—1988». Беркли Сквер Галери. Лондон, Великобритания
- 1989 г. — "Живопись."Новая реальность". Студия Белютина". Государственная Картинная Галереява им Пластова. Калининград
- 1990 г. — "Выставка живописи "Новая реальность"Студия Белютина". Галерея современного искусства. Варшава.
- 1990 г., декабрь — «Новая реальность. От манежа до Манежа» г. Москва. ЦВЗ «Манеж».
- 1991 г. апрель, май — «Э.Белютин и его Студия». Институт Эдит Блюм Бард Колледж. Нью-Йорк, США
- 1992 г. январь, март — «Элий Белютин и Новый Русский Авангард, 1962—1991». Rose Art Museum,Brandeis University Waltham Massachusetts. Бостон,США
- 1993 г — «Новая реальность» станковая графика". Государственная Картинная Галерея им Пластова. Калининград
- 1994 г., октябрь — «Экспрессия цвета, динамика формы». Выставка живописи студии «Новая реальность» . Галерея на Солянке. Москва.
- 1995 г., февраль — «Мысль и чувство». Персональная выставка, живопись, графика. Выставочный зал Международной ассоциации художников на Гоголевском бульваре. Москва.
- 1995 г.,август — «Новая реальность». Графика". Усть -Илимская галерея изобразительного искусства. Усть — Илим
- 1998 г. — «Новая реальность». Государственный музей изобразительного искусства. Орел
- 2002 г. — «На переломе тысячелетий», творческая ассоциация независимых художников «Новая реальность». МГТУ им. Баумана. Москва
- 2003 г. — "В дар Русским музеям. Творческое объединение «Новая реальность». Фонд культуры РФ. Москва
- 2004 г. — «Новая Реальность», творческая ассоциация художников. Государственная картинная галерея им Пластова. Калининград.
- 2005 г. — «Новая Реальность», творческая ассоциация художников. Государственный музей изобразительных искусств. Ульяновск
- 2005 г. — «Живопись, графика членов Студии независимых художников „Новая реальность“ из коллекции ИОХМ». Ивановское объединение художественных музеев. Иваново
- 2008 г. — «Человек Земля Вселенная» .Творческое объединение "Студия Э.Белютина «Новая реальность». Музей Природы и Человека. Ханты — Мансийск
- 2009 г., август — «Бессменный староста формализма». В. И. Преображенская, к 90-летию автора. Персональная выставка. Департамент культуры правительства Москвы. Галерея на Солянке. Москва.
- 2011 г.,июнь — август — «Последний метод». Персональная выставка, совместно с художником А.Макеевым. Галерея «Комната», театр «Школа современной пьесы». Москва.
- 2012 г., декабрь — «Те же в Манеже» к 50-летию разгрома Манежной выставки 1962 г..Большой Манеж — музейно выставочное объединение «МАНЕЖ». Москва
- 2012 г.,декабрь — «Новая реальность — технология прорыва». Персональная выставка. Галерея Рендом, АртРезиденция. Москва.
- 2014 г. — «За гранью предметности в русском искусстве второй половины XX века». Выставка. Русский музей и Фонд русского абстрактного искусства. Русский музей, Санкт-Петербург.
- 2016 г., октябрь — январь — «Студия „Новая реальность“(1958—1991).Трансформация сознания». Фонд русского абстрактного искусства, Московский музей современного искусства , Москва.
- 2017 г. март, апрель — Художники творческого объединения «Новая реальность» «Реальность внутреннего я» Марина Зайцева, Вера Преображенская, Александр Крюков, Галерея ТНК АРТ, Москва
- 2019 — «Поверх барьеров», выставка художников студии «Новая реальность», галерея ТНКАРТ

## Семья
Отец — Иван Александрович Преображенский (1878—1956), доктор геолого-минералогических наук, профессор; мать — Юлия Васильевна Преображенская (1892—1977).
Муж — Леонид Иванович Грачев (1921—1972);
Дети — Ольга Леонидовна Грачева, Анатолий Леонидович Преображенский.